# Shasu

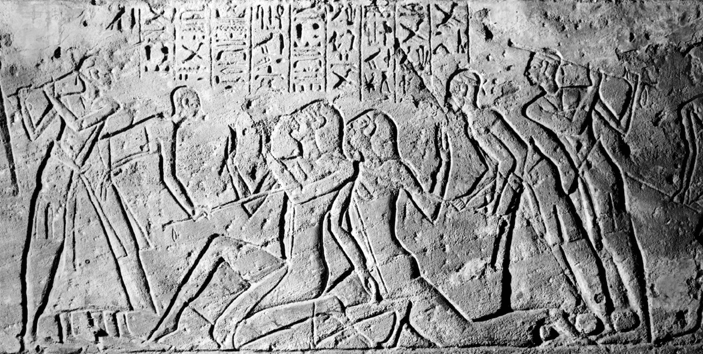
Egípcios espancando espiões shasu (detalhe da escultura de parede sobre a Batalha de Cades)

Shasu (do egípcio š3sw) eram nômades de língua semítica que habitaram o Levante do final da Idade do Bronze até a Idade do Ferro (ou o Terceiro Período Intermediário do Egito Antigo). Eles eram organizados em clãs sob um chefe tribal e eram descritos como bandidos ativos do vale de Jezreel até Ascalão e o Sinai. Alguns estudiosos ligam os israelitas e YHWH aos shasu.